# Meiothericles debilis
Meiothericles debilis är en insektsart som beskrevs av Marius Descamps 1977. Meiothericles debilis ingår i släktet Meiothericles och familjen Thericleidae. Inga underarter finns listade i Catalogue of Life.